# Liste de revues scientifiques francophones
 (janvier 2024).
Cet article présente une liste des principales revues scientifiques et académiques internationales en langue française, par discipline. Il s'agit de journaux ou de revues à comité de lecture.

## Sciences humaines et sociales

### Revues d'anthropologie
- Anthropologie et santé
- Ateliers d'anthropologie
- Anthropologie & développement (ancien bulletin de l'APAD)
- Bulletin Amades
- Bulletins et mémoires de la société d'anthropologie de Paris
- Bulletin d'études orientales
- Bulletin de l’APAD  (archives)
- Cahiers des Amériques latines (1985-en cours)
- Cahiers d'études africaines (1960-en cours)
- Cahiers Mondes Anciens
- Civilisations
- Ebisu. Études japonaises (1993-en cours)
- Encyclopédie berbère (1984-2013)
- European Bulletin of Himalayan Research — EBHR
- Gradhiva
- Insanyat
- L'Homme
- Journal des anthropologues
- Les Cahiers d’Afrique de l’Est (1996-en cours)
- Les Carnets du Cediscor (1992-en cours)
- Moussons (1999-en cours)
- Miranda (partiellement francophone) (2008-en cours) ;
- Parcours anthropologiques
- Recherches sociologiques et anthropologiques
- Recherches amérindiennes au Québec
- Revue des études slaves (1921-en cours)
- Revue d’ethnoécologie
- Socio-Anthropologie
- Terrain
- Techniques & Culture

### Revues d'archéologie
- Annales d'Éthiopie
- Antiquités nationales (France)
- Antiquité tardive
- Archéologie médiévale
- Bulletin de l'Institut français d'archéologie orientale ;
- Bulletin de la Société préhistorique française ;
- Bulletin du centre d'études médiévales d'Auxerre (BUCEMA) ;
- Bulletin monumental (Société française d'archéologie)
- Dialektikê. Cahiers de typologie analytique ;
- Paléo ;
- Gallia Préhistoire ;
- Préhistoires méditerranéennes ;
- P@lethnologie ;
- Aquitania
- Revue archéologique de Narbonnaise ;
- Revue archéologique de l'Ouest ;
- Revue archéologique du Centre de la France ;
- Revue archéologique de l'Est ;
- Revue du Nord ;
- Revue archéologique de Picardie ;
- Revue archéologique ;
- Revue d'assyriologie et d'archéologie orientale.
- Revue d'égyptologie
- Revue des études grecques

### Revues d'architecture
- Ambiances
- Construction métallique
- Cahiers Thématiques
- L'Architecture d'aujourd'hui
- Lieux dits (UC Louvain[1])
- Livraisons d'histoire de l'architecture
- Tous urbains

### Revues de design
- Azimuts
- Nouvelle revue d'esthétique
- Sciences du design.

### Revues d'économie et de gestion
Plusieurs organismes indépendants publient des classements de revue dans ce domaine afin servir de référence pour les chercheurs, les laboratoires et plus largement pour l’ensemble des institutions d’enseignement et de recherche en économie et gestion. C'est le cas en particulier du Haut Conseil HCERES et de la FNEGE, même si la rigueur de la méthodologie est parfois remise en cause :
- Actualité économique (L')
- Ad machina[4]
- Analyses et documents économiques
- Audit Comptabilité Contrôle : Recherches Appliquées
- Cahiers d’économie politique
- Comptabilité-contrôle-audit
- Critique de l’économie politique
- Économie appliquée
- Économie et finances agricoles
- Économie et humanisme
- Économie et Institutions ;
- Économie internationale
- Économie prospective internationale
- Économie publique
- Économie rurale
- Entreprises et histoire
- Études rurales
- Finance-contrôle-stratégie
- Géoéconomie
- Gestion 2000
- Gestion : revue internationale de gestion
- Gouvernance
- Humanisme et entreprise
- Interventions économiques[5]
- M@n@gement
- Management & avenir
- Perspectives économiques de l'OCDE
- Politiques et management public
- Problèmes économiques
- Question(s) de Management
- Recherches internationales
- Région et développement
- Revue de l'énergie
- Revue de philosophie économique
- Revue d'économie du développement
- Revue d'économie financière
- Revue d'économie industrielle
- Revue d'économie politique
- Revue d'économie régionale et urbaine
- Revue de la régulation
- Revue de la régulation, capitalisme, institutions, pouvoirs
- Revue de l'entrepreneuriat
- Revue de l'organisation responsable
- Revue des sciences de gestion (La) - Direction et Gestion des Entreprises
- Revue du MAUSS
- Revue économique
- Revue économique de l'OCDE
- Revue française d'administration publique
- Revue française de gestion
- Revue française de gestion industrielle
- Revue française d'économie
- Revue internationale de droit économique
- Revue internationale des sciences de l'organisation
- Revue internationale PME
- Revue Organisations & territoires[6]
- Revue tiers monde
- Territoires du vin
- VSE, la revue de l’économie et de l’entreprise

### Revues de géographie
- Annales de géographie
- Année épigraphique(l')
- Carnets de géographes
- Cahiers de géographie du Québec[7]
- Cahiers d'Outre-Mer
- Système d'information géographique
- Cybergeo
- Développement durable et territoires
- L'Espace géographique
- Espace populations sociétés
- European Bulletin of Himalayan Research — EBHR
- Géocarrefour
- Geographica Helvetica
- Géographie et cultures
- Guerres mondiales & conflits contemporains
- Hérodote
- L'Information géographique
- Méditerranée
- Netcom
- Norois
- Physio-Géo
- Relations internationales
- Revue de géographie alpine
- Revue de géographie historique
- Territoire en mouvement
- Territoires du vin
- VertigO
- Zeitschrift für Geomorphologie (partiellement francophone)
- Sud-Ouest européen

### Revues d'histoire
- Anabases
- Annales de Bourgogne
- Annales de Bretagne et des pays de l'Ouest
- Annales de Normandie
- Annales d'Éthiopie
- Annales : Histoire, sciences sociales
- Annales historiques de la Révolution française
- Annales du Midi (1889-2014)[8],[9]
- Annales du service des antiquités de l'Égypte
- L'Année épigraphique
- Archives juives
- Arkheia
- Bibliothèque de l'École des chartes
- Bulletin d'histoire politique[10]
- Bulletin de la Société d'archéologie copte
- Bulletin de la Société d'égyptologie
- Bulletin de la société française d'égyptologie
- Bulletin de l'institut français d’archéologie orientale
- Bulletin des musées royaux d'art et d'histoire
- Bulletin du centre d'études médiévales d'Auxerre (BUCEMA)
- Cahiers d'histoire (les)
- Cahiers d'histoire. Revue d'histoire critique
- Cahiers du monde russe
- Cahiers du théâtre antique (CTA)
- Chronique d'Égypte
- Clio
- Communisme
- Crescentis : revue internationale d'histoire de la vigne et du vin
- Dialogues d'histoire ancienne (DHA)
- Dix-Huitième Siècle
- Football(s). Histoire, culture, économie, société
- Francia
- La France pittoresque
- Guerre & Histoire
- Guerres mondiales et conflits contemporains
- HIMA : revue internationale d'histoire militaire ancienne
- Histoire & Mesure
- Histoire & Sociétés rurales
- Histoire et civilisation du livre
- Historia
- Histoire de l'éducation (revue)
- Histoire de l'Antiquité à nos jours
- Le Mouvement social
- L'Histoire
- Mémoires de la Société pour l'histoire du droit et des institutions des anciens pays bourguignons, comtois et romands
- Mil neuf cent : Revue d'histoire intellectuelle
- Nikephoros
- Parlement(s) : Revue d'histoire politique
- Philologus
- Revue archéologique
- Revue belge de philologie et d'histoire
- Revue de l'art
- Revue des Deux Mondes
- Revue d'Alsace
- Revue d'histoire et de philosophie religieuses
- Revue d'histoire de l'Amérique française
- Revue d'histoire moderne et contemporaine
- Revue du Nord
- Revue historique
- Revue Mabillon
- (La) Revue pour l’histoire du CNRS
- Valentiana
- Vingtième siècle : Revue d'histoire.

### Revues d'histoire de l'art
- Cahiers du théâtre antique (CTA)
- Perspectives
- Liame
- Revue de l'art
- Histoire de l'art
- Les dossiers du Grihl

### Revues d'information et de communication
- Approches Théoriques en Information-Communication (ATIC)
- Communication
- Communication & langages
- Communication & Organisation
- Communiquer. Revue de communication sociale et publique[11]
- Culture chiffres
- Culture études
- Document numérique
- Éclats
- Études de communication
- Hermès, La Revue
- I2D - Information, données & documents
- Interrogations : revue pluridisciplinaire des sciences de l'homme et de la société
- Le Temps des médias
- Les Enjeux de l'information et de la communication
- Quaderni
- Questions de communication
- Réseaux
- Semen. Revue de sémio-linguistique des textes et discours
- Systèmes d'information & management
- Télévision

### Revues juridiques
- Cahiers de Méthodologie Juridique
- Crime, histoire & sociétés
- Droits
- Justice spatiale
- La Revue du notariat[12]
- La Revue juridique de la Sorbonne
- La Revue juridique Thémis de l'Université de Montréal
- Les Cahiers de droit
- Les Cahiers de la Justice
- Revue canadienne du droit de commerce
- Revue Cliniques juridiques
- Revue d'études comparatives Est-Ouest
- Revue de droit d'Ottawa
- Revue de droit de McGill
- Revue française de droit constitutionnel[13]
- Revue générale du droit
- Revue pénitentiaire et de droit pénal

### Revues de linguistique
- Cahiers d’études romanes
- CogniTextes
- Corela
- Corpus Eve : Émergence du vernaculaire en Europe
- Cygne noir, revue d'exploration sémiotique[14]
- Discours
- Éclats
- European Bulletin of Himalayan Research — EBHR
- Géolinguistique
- Interfaces : Image - Texte - Language
- Journal des africanistes
- Modèles linguistiques
- Pratiques
- Recherches linguistiques de Vincennes
- Repères
- Revue des langues romanes
- Revue québécoise de linguistique
- Scolia
- Textes & contextes

### Revues de philosophie
- Philosophique ;
- Les Cahiers philosophiques de Strasbourg ;
- Cahiers de philosophie de l’université de Caen ;
- Revue des sciences religieuses ;
- Le Débat ;
- Les Études philosophiques ;
- Les Temps modernes (revue) ;
- Lignes ;
- Les Études philosophiques ;
- Médiane ;
- Multitudes ;
- Noesis ;
- Philosophiques ;
- Philosophia Scientiæ ;
- Le Philosophoire ;
- Le Portique ;
- Ramuri ;
- Revue de synthèse ;
- Revue francophone d'esthétique ;
- Revue internationale de philosophie ;
- Revue philosophique de la France et de l'étranger ;
- Revue philosophique de Louvain
- Rue Descartes ;
- Revue de métaphysique et de morale ;
- Savoirs en lien ;
- Symposium (revue) ;
- Tiqqun.

### Revues de psychologie, psychanalyse et psychologie sociale
- Adolescence ;
- Archives suisses de neurologie et de psychiatrie ;
- Annales médico-psychologiques ;
- Bulletin de psychologie ;
- Cahiers de neuropsychologie clinique ;
- Cahiers de psychologie clinique ;
- Les Cahiers internationaux de psychologie sociale ;
- Cahiers jungiens de psychanalyse ;
- Le Carnet Psy ;
- La Cause du désir ;
- La Cause freudienne ;
- Chimères ;
- La Clinique lacanienne ;
- Cliniques ;
- Cliniques méditerranéennes ;
- Le Coq-Héron ;
- Devenir ;
- Dialogue ;
- Le Divan familial ;
- Enfance ;
- Essaim ;
- L'Évolution psychiatrique ;
- Filigrane ;
- Imaginaire et inconscient ;
- Journal de la psychanalyse de l'enfant ;
- Le Journal des psychologues ;
- Journal français de psychiatrie ;
- Libres Cahiers pour la psychanalyse ;
- Nouvelle Revue de psychosociologie ;
- Perspectives psy ;
- La Psychiatrie de l'enfant ;
- Revue de psychologie analytique;
- Revue électronique de psychologie sociale ;
- Revue française de psychanalyse ;
- Revue française de psychosomatique ;
- Revue internationale de psychologie sociale.

### Revues de sciences de l'éducation
- Agora. Débats/jeunesses
- Alsic - Apprentissage des langues et systèmes d'information et de communication
- Annales de didactique et de sciences cognitives[15]
- Approches inductives : Travail intellectuel et construction des connaissances[16]
- Cahiers de la recherche sur l'éducation et les savoirs (CRES)
- Cahiers pédagogiques
- Cliopsy
- Connexions
- Didactique[17]
- Distances et médiations des savoirs
- Diversité. Ville école intégration
- Les Dossiers de sciences de l'éducation
- Éducations
- Éducation comparée<
- Éducation & devenir
- Éducation et didactique
- Éducation et formation
- Éducation et francophonie (ACELF)
- Éducation et socialisation
- Éducation et sociétés
- Éducation relative à l'environnement
- Éducation thérapeutique du patient
- Éducation Permanente
- e-JIREF Évaluer. Journal international de recherche en éducation et formation (ADMÉÉ-Europe)
- eJRIEPS eJournal de la recherche sur l'intervention en éducation physique et sport
- Enseignement et recherche en administration de l'éducation (ERAdE)[18]
- Études en didactique des langues
- Éthique en éducation et en formation - Les Dossiers du GREE[19]
- Football(s). Histoire, culture, économie, société
- Formation et profession : revue scientifique internationale en éducation[20]
- Les Études sociales
- Frantice.net
- Grand N[21]
- Histoire de l'éducation
- Mesure et évaluation en éducation
- Nouveaux c@hiers de la recherche en éducation (NCRÉ)
- Nouvelle revue de l'adaptation et de la scolarisation (NRAS)
- L'Orientation scolaire et professionnelle
- Penser l'éducation[22]
- Phronesis
- Pratiques
- Pratiques de formation - Analyses[23]
- Questions Vives
- Recherches & éducations
- Recherches. Revue de didactique et de pédagogie du français
- Recherches en didactique des mathématiques
- Recherches en didactique des sciences et des technologies[24]
- Recherches en éducation
- Repères[25]
- Revue canadienne de l'éducation[26]
- Revue des sciences de l'éducation[27]
- Revue française d'éducation comparée
- Revue française de pédagogie
- Revue hybride de l'éducation (RHÉ)[28]
- Revue internationale d’éducation de Sèvres (CIEP)
- Revue internationale de l'éducation familiale
- Revue internationale de pédagogie de l'enseignement supérieur (RIPES)
- Revue internationale des technologies en pédagogie universitaire (RITPU)
- Revue suisse des sciences de l'éducation
- Savoirs
- Skholê
- Sociétés et jeunesses en difficulté
- Spécificités
- Spirale
- Sticef - Sciences et technologies de l'information et de la communication pour l'éducation et la formation
- Le Télémaque

### Revues de sciences religieuses
- Revue des études juives
- Revue des sciences philosophiques et théologiques
- ThéoRèmes
- Vetus Testamentum

### Revues de sociologie
- Éthique publique, revue internationale d'éthique sociétale et gouvernementale
- Revue internationale animation, territoires et pratiques socioculturelles

### Revues d'urbanisme
- Les Cahiers de la recherche architecturale, urbaine et paysagère (CRAUP) ;
- Les Cahiers de la recherche architecturale et urbaine (CRAU);
- Tous urbains.

## Sciences de la nature

### Revues d'agronomie
- Agronomie africaine
- Agronomie, Environnement & Sociétés
- Alternatives rurales
- Annales des sciences agronomiques
- Biotechnologie, Agronomie, Société et Environnement
- Bulletin Semences
- Cahiers Agricultures
- Économie rurale
- Études rurales
- Revue Africaine d'Environnement et d'Agriculture
- Recherche agronomique suisse
- Revue d’ethnoécologie
- Revue de l'Académie de l'Agriculture de France

### Revues de biologie
- Annales de biologie clinique
- Biochimie
- Biologie aujourd'hui
- Biostatistiques et sciences de la santé
- Comptes Rendus Biologies
- État de l’art en Bioingénierie
- Journal de biologie médicale
- Journal de Pharmacie Clinique
- Inra productions animales
- La revue de biologie médicale
- Revue Francophone des Laboratoires[29]
- Revue in Vivo[30]
- Virologie

### Revues de chimie
- L'Actualité chimique
- Annales de chimie - Science des matériaux
- Annales de chimie et de physique (archives)
- Bulletin de la Société chimique de France (archives)
- Bulletin des sociétés chimiques belges (archives)
- Comptes Rendus Chimie
- Revue canadienne de chimie
- Recueil des travaux chimiques des Pays-Bas (archives)

### Revues d'environnement
- Écoscience
- Vertigo
- Physio-Géo
- Hydroécologie appliquée
- TSM Techniques Sciences Méthodes
- Revue des sciences de l’eau
- Phytoprotection
- Environnement, Ingénierie & Développement (EID)
- Revue Africaine d'Environnement et d'Agriculture

### Revues de médecine
- Annales Africaines de Médecine
- Aporia : La revue en sciences infirmières
- Bulletin du cancer
- Exercer
- Gynécologie Obstétrique Fertilité & Sénologie
- Journal de la Faculté de Médecine d’Oran
- Journal canadien de thérapie respiratoire
- La Revue du praticien
- L'Encephale
- Médecine/sciences
- Médecine et armées
- Médecine aéronautique & spatiale
- Médecine et philosophie
- Mali médical
- Médecine
- Minerva
- Prescrire
- Revue d'Élevage et de Médecine Vétérinaire des Pays Tropicaux[31]
- Revue d'Épidémiologie et de Santé Publique
- Revue de médecine interne (Société nationale française de médecine interne)
- Revue médicale de Bruxelles
- Revue médicale suisse
- Revue vétérinaire clinique[32]
- Tout Prévoir

### Revues de météorologie
- Atmosphere-Ocean de la Société canadienne de météorologie et d'océanographie
- La Météorologie de la Société météorologique de France

### Revues de géologie
- Annales des mines
- Bulletin de la Société géologique de France.
- Carnets de Géologie (les)
- Comptes Rendus Geoscience
- Revue de Géologie Alpine
- Géologie de la France
- Géologues
- Revue française de géotechnique

### Revues de zoologie et botanique
- Annales de la Société botanique de Lyon
- Acta botanica Gallica
- Bromélia
- Bulletin de la Société botanique du centre-ouest
- Bulletin de la Société de botanique de Belgique
- Bulletin de la Société botanique du Nord de la France
- Bulletin de la Société d'histoire naturelle de Toulouse
- Bulletin de la Société royale de botanique de Belgique
- Bulletin de l'Association des parcs botaniques de France
- Bulletin de l'Herbier Boissier
- Faunitaxys
- Isatis, revue botanique de la Haute-Garonne et du Midi-toulousain
- Journal de botanique
- Le Monde des plantes
- Naturaliste canadien
- Opera Botanica Belgica
- Revue bretonne de botanique
- Revue générale de botanique
- Taxonomania
- Willemetia

## Sciences formelles

### Revues d'astronomie
- L'Astronomie

### Revues d'informatique
- ARIMA (Revue Africaine de Recherche en Informatique et Mathématiques Appliquées)[33]
- Des données à la décision
- Information, organisation, connaissances
- Internet des objets[34]
- Revue méditerranéenne des télécommunications[35] ;
- Technique et Science Informatique (Lavoisier) (a cessé de paraître en 2019) ;
- Recherche d’information, document et web sémantique
- Revue Ouverte d'Intelligence Artificielle ;
- Revue Francophone Informatique & Musique[36] ;
- EpiNet (la revue électronique de l'association EPI).

### Revues d'informatique libre
- Journal de recherche mondiale en informatique (partiellement francophone[37])

### Revues d'ingénierie
- Automatique
- Environnement, ingénierie & développement (EID)
- Génie industriel et productique
- Ingénierie cognitique
- Les Cahiers scientifiques du transport
- RDST (Recherche en didactique des sciences et technologies)
- Revue ouverte d’ingénierie des systèmes d’information
- Sud Sciences et Technologies
- Thermodynamique des interfaces et mécanique des fluides

### Revues de mathématiques
- Accromath ;
- Acta Arithmetica (partiellement francophone) ;
- Annales de didactique et de sciences cognitives ;
- Annales Henri Lebesgue ;
- Annales Henri Poincaré ;
- Annales de l'Institut Fourier ;
- Annales de la Faculté des sciences de Toulouse ;
- Annales de l'ISUP
- Annales Mathématiques Blaise Pascal
- Annales scientifiques de l'École normale supérieure
- Bulletin canadien de mathématiques ;
- Bulletin de la Société mathématique de France ;
- Bulletin, Classes des Sciences Mathematiques et Naturelles, Sciences
- Comptes rendus de l'Académie des sciences ;
- Comptes Rendus Mathématique
- Confluentes Mathematici ;
- Épijournal de didactique et épistémologie des mathématiques pour l'enseignement supérieur (EpiDEMES) ;
- Épijournal de géométrie algébrique ;
- Journal canadien de mathématiques
- Journal de la Société française de statistiques ;
- Journal de théorie des nombres de Bordeaux ;
- Journal européen de combinatoire
- Journal für die reine und angewandte Mathematik
- Journal de l'Institut des Mathématiques de Jussieu
- L'Enseignement mathématique
- Mathématiques et Sciences Humaines
- Mathématiques vivantes
- Publications Mathématiques de Besançon - Algèbre et Théorie des Nombres ;
- Publications mathématiques de l'IHÉS (partiellement francophone) ;
- Quadrature ;
- RAIRO Informatique théorique et applications
- Recherches en didactique des mathématiques[38].
- Revue d'histoire des mathématiques
- Séminaire Lotharingien de Combinatoire

### Revues de physique (théorique et appliquée)
- Annales de physique
- Comptes rendus hebdomadaires des séances de l'Académie des sciences
- Contrôles Essais Mesures
- Journal de Physique de la SOAPHYS
- Revue générale nucléaire
- Thermodynamique des interfaces et mécanique des fluides

### Revues pluridisciplinaires ou/et interdisciplinaires
- Ad Machina
- Afrique science
- Artefact
- Appareil
- Cahiers de l'école du Louvre
- e-Phaïstos
- Captures. Figures, théories et pratiques de l’imaginaire
- Enfance Familles Générations
- Ethica
- Frontières
- Gaia
- InteraXXIons[39]
- Journal de la Recherche Scientifique de l’Université de Lomé
- Matière première[40]
- Métasciences[41]
- Polysèmes (partiellement francophone) ;
- Pratiques
- Revue canadienne de bioéthique (en) (partiellement francophone)
- Revue canadienne de génie civil (partiellement francophone)
- Revue congolaise des sciences et technologies[42]
- Revue internationale des études du développement
- Science et Technique, Sciences de la Santé
- Terrains/Théories

## Arts
- Skén&graphie

### Revues de littérature
- bleuOrange, revue de littérature hypermédiatique
- Cahiers staëliens
- Dialogues d'histoire ancienne (DHA)
- Ellipse[43]
- Épistémocritique : Littérature et savoirs
- Graphies francophones[44]
- Interfaces : Image - Texte - Language
- La Nouvelle Revue française
- Les Études classiques
- Littérature
- Littératures
- Op. cit.
- Reliefs
- Revue de littérature comparée
- Savoirs en liens
- Textes & contextes
- Travioles[45]

### Revues de musique
- Dissonances
- Journal de Recherche en Éducation Musicale[46]
- Liens
- Volume ! la revue des musiques populaires
- Revue de musicologie

## Autres disciplines

### Revues de géomatique
- Revue internationale de géomatique.

### Revues de patrimoine
- In Situ ;
- Patrimoines du Sud

## Portails de revues
La plupart des revues francophones de sciences humaines en ligne sont regroupées au sein de ces portails :
- Bib (CNRS) ;
- Cairn ;
- Érudit ;
- Gallica ;
- OpenEdition Journals (anciennement revues.org) ;
- Persée ;
- Preo : pépinière de revues en open access ;

## Portails de publications
- Cairn;
- Hyper articles en ligne (HAL) ;
- ISTEX (partiellement francophone) ;
- INIST ;
- Persée ;
- Preo : pépinière de revues en open access ;

### Pages externes
- ArchiMag, magazine des stratégies & ressources de la mémoire et du savoir
- Revues électroniques francophones en Santé, sur le site de l'Université d'Aix-Marseille